# شركة براندبورغ الإفريقية
تألفت مستعمرة لشركة براندبورغ الأفريقية من جزء مستأجر من جزيرة سانت توماس الدنماركية (اليوم جزء من جزر العذراء الأمريكية )

## التاريخ
في القرن السابع عشر، كان لدى الإمبراطورية الرومانية المقدسة جزء يسمى مرغريفية براندنبورغ العديد من المستعمرات الأفريقية ، بما في ذلك براندبورغ ساحل الذهب ( غانا حاليا) و أرغين ، التي شاركت في تجارة الرقيق . من أجل دعم هذه الأعمال، احتاجت براندنبورغ إلى قاعدة في منطقة البحر الكاريبي . لهذا السبب، وقعت البحرية براندنبورغ - المدير العام بنيامين راؤول اتفاقية تأجير مع شركة الهند الغربية الدنماركية في 24 نوفمبر 1685. تضمن الاتفاق جزءًا من جزيرة الأنتيل الدنماركية سانت توماس، التي كانت تنتمي إلى الدنمارك منذ عام 1666. تعود ملكية الجزيرة إلى الملك الدنماركي، ولكن تم منح براندنبورغ الحق في استخدام الأرض. في عام 1693 ، استولى الدنماركيون على قسم براندنبورغ في سانت توماس دون أي مقاومة أو سداد. مع نهاية مستعمرات براندنبورغ الأفريقية (تم بيعها للهولنديين، في 1718 و ارغين في 1721) لم يكن هناك حاجة للحفاظ على وجود في سانت توماس والمدينة مرت بالكامل من سيطرة براندنبورغ.

### تجارة العبيد
تضمنت الاتفاقية بين براندنبورغ وشركة الهند الغربية الدنماركية عددًا من الأقسام المتعلقة بالتجارة، خاصة العبيد. اتفقوا على أنه لمدة 30 عامًا سيتم تطبيق تجارة حرة محدودة (معظمها على العبيد). بعد فترة 30 عامًا، لا يمكن أن يتجاوز سعر العبد 60 تالر . بالنسبة لكل عبد مستورد، سيحصل الدنماركيون على 1٪ ولكل عبد تم تصديره 2٪ من سعر الشراء. إذا كان لدى براندنبورغ عدد زائد من العبيد، وافق الدنماركيون على شراء 100 عبد في السنة بسعر ثابت يبلغ 80 تالر. أخيرًا، اتفق براندنبورغ والدنماركيون على العمل معًا في حملات الاستعباد إلى ساحل العبيد . خلال وجود براندنبورغ في سانت توماس، تم عقد بعض أكبر مزادات العبيد في العالم في الجزيرة.
```
[
1
]
```